# Kapwani Kiwanga
Kapwani Kiwanga (* 1978 in Hamilton, Ontario) ist eine kanadisch-französische Künstlerin. Sie artikuliert sich über eine Reihe von Materialien und Medien, darunter Skulptur, Installation, Fotografie, Video und Performance. Sie wurde mit einer Serie von Installationen bekannt, die sich mit dem Blumenschmuck bei den Unabhängigkeitszeremonien afrikanischer Staaten beschäftigten.

## Leben und Werk
Kiwanga studierte Anthropologie und vergleichende Religionswissenschaft an der McGill University in Monreal. Sie zog nach Schottland und begann mit der freiberuflichen Dokumentarfilmarbeit. Nach ein paar Fernsehaufträgen, die sich mit der afrikanischen Diaspora befassten, nahm sie an zwei Postgraduiertenprogrammen teil. Sie besuchte von 2005 bis 2007 das La Seine-Programm der École nationale supérieure des beaux-arts de Paris und danach bis 2009 Le Fresnoy - Studio national des arts contemporains in Tourcoing.

## Sun Ra Repatriation Project
In Le Fresnoy entstand 2009 das Sun Ra Repatriation Project, wo sie recherchierte, Menschen interviewte, reiste und neue Formen der Dokumentation finden konnte, ohne an Text und Bild festzuhalten. Sie reiste durch Europa und die USA und interviewte Leute, die den amerikanischen Jazzmusiker Sun Ra kannten. Sun Ra behauptete, ein Außerirdischer vom Saturn (Planet) zu sein. Kiwanga entwickelte ein Porträt, das am 16. Mai 2009 mit Radiofrequenzen in den Kosmos gesendet wurde. Ein Radioteleskop in Kalifornien beobachtete den Saturn auf mögliche außerirdische Funkübertragungen von Sun Ra.

## Afrogalactica
Aus dieser Arbeit entstand ab 2011 die Serie Afrogalactica, die vom Afrofuturismus ausgeht. Die Serie besteht aus drei Lecture-Performances, die sich mit Afrofuturismus, Geschlecht und Rasse als kulturelle Konstruktionen, einer Zukunft, in der Geschlecht und sexuelle Fluidität die Norm sind, und schließlich mit astronomischen Stätten auf dem afrikanischen Kontinent befassen.

## Maji-Maji-Aufstand
Sie erstellte eine Reihe von Arbeiten rund um den Maji-Maji-Aufstand, der von 1905 bis 1907 einer der größten Aufstände auf dem afrikanischen Kontinent war im heutigen Tansania, wo die väterliche Seite ihrer Familie wohnt. In ihrer Ausstellung Jeu de Paume 2014 in Paris untersuchte Kiwanga die Leerstellen, die in der Erinnerung an den Maji-Maji-Krieg verbleiben, und die materiellen Spuren davon. Kiwanga erklärt, dass es oft die Präsenzen sind, die die Leerstellen wahrnehmbar machen.

## Werkentwicklung
Die Arbeit von Kiwanga konzentriert sich auf Orte, die spezifisch für Afrika und die afrikanische Diaspora sind. Sie untersucht, wie sich bestimmte Ereignisse ausdehnen und zu populären und volkstümlichen Erzählungen entfalten, und enthüllt, wie diese Geschichten in Objekten und mündlichen Überlieferungen Gestalt annehmen. Ausgangspunkt für ihre Werke bilden zumeist Analyse und Erforschung von Archivalien, welche historische Erzählungen oder politische Ereignisse überliefern. Besonders konzentriert sich ihre Praxis auf Konzepte antikolonialer Kämpfe und ihr Erbe sowie auf Populär- und Volkskulturen. Dieser Recherche entspringen Werke, mit der sie auf die globalen Auswirkungen des Kolonialismus anspielt.
2022 war eine Stoffinstallation von ihr in der Biennale-Hauptausstellung The Milk of Dreams in Venedig zu sehen. Im Rahmen der 60. Biennale di Venezia 2024 wird sie den kanadischen Pavillon repräsentieren.
Kiwanga lebt und arbeitet in Paris.

## Ausstellungen

### Einzelausstellungen (Auswahl)

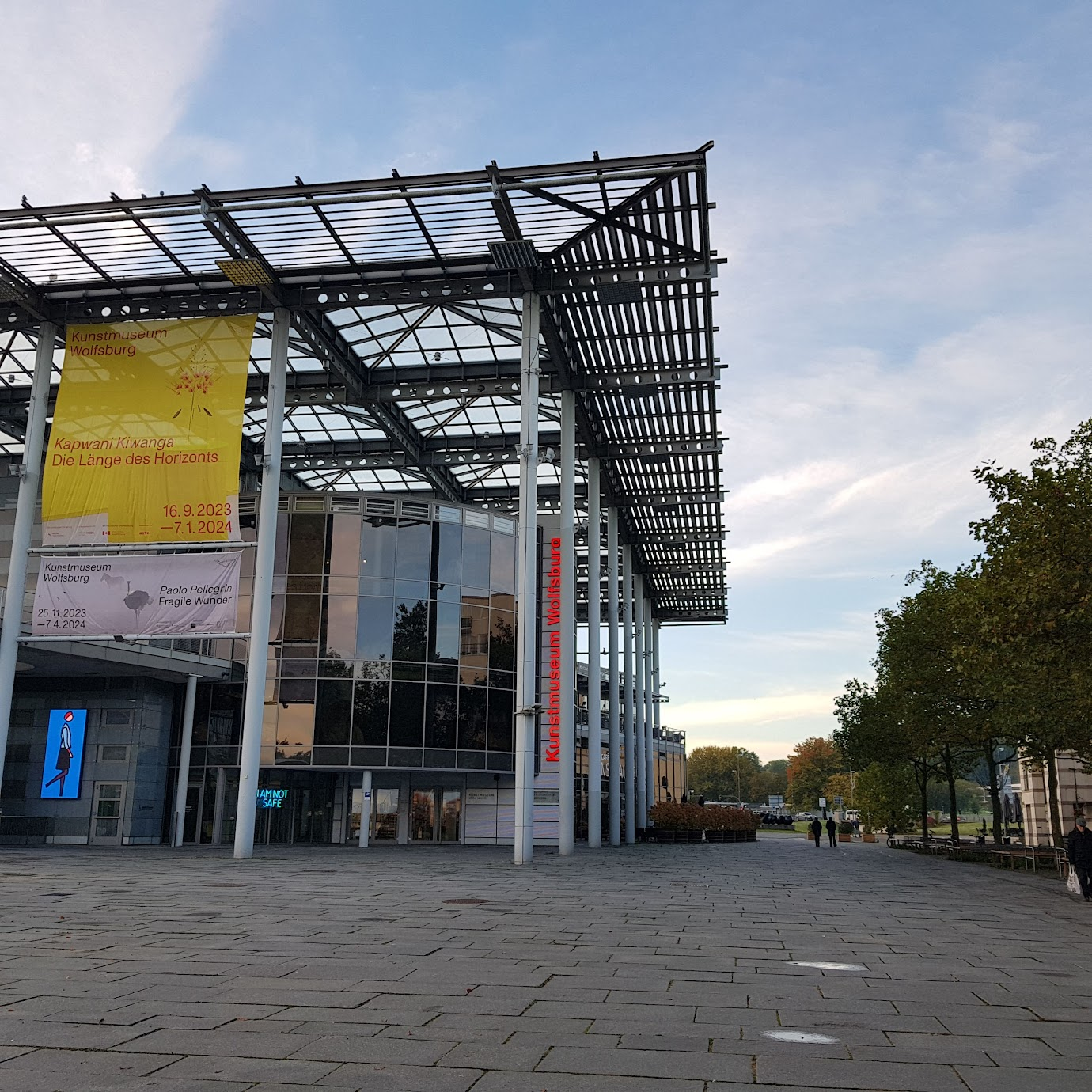
Blick auf das Kunstmuseum Wolfsburg mit Ausstellungsplakat

- 2011: Afrogalactica: a short history of the future performance, Paris Photo 2011[12]
- 2012: Afrogalactica: un abrégé du futur performance. Sur l’invitation de Contrechamp, Nantes[13]
- 2015: A Memory Palace, Galerie Tanja Wagner, Berlin[14]
- 2017: The Sun Never Sets, Goodman Gallery, Johannesburg[15]
- 2018:  A wall is just a wall (and not more at all), Esker Foundation, Calgary[16]
- 2018: Kapwani Kiwanga: Clearing. Glenhyrst Art Gallery of Brant[17]
- 2019: Kapwani Kiwanga: Safe Passage, MIT List Visual Arts Center[18]
- 2023: Remediatio, Museum of Contemporary Art Toronto Canada[19]
- 2023: Auf den Spuren der Familie Diek, Museen Tempelhof Schöneberg, Berlin[20]
- 2023: Die Länge des Horizonts, Kunstmuseum Wolfsburg[21]
- 2023: Rootwork, Palais des Beaux-Arts de Bruxelles[1]

### Gruppenausstellungen (Auswahl)
- 2005: Ricochet, Stills-Galerie, Edinburgh
- 2007: Double Take, Korea National University of Arts, Seoul
- 2016: Armory Show, New York City[22]
- 2023: Float, Kunstmuseum Celle[23]
- 2023: FLOWERS FOREVER, Kunsthalle München[24]

## Auszeichnungen (Auswahl)
- 2016: Nominierungen für ihre Film- und Videoarbeiten von der British Academy of Film and Television Arts (BAFTA)[25]
- 2018: erste Gewinnerin des Frieze Artist Award während der Frieze Art Fair in New York[26]
- 2018: Sobey Art Award[27]
- 2018: Stipendium der französischen Verwertungsgesellschaft Société des auteurs dans les arts graphiques et plastiques (ADAGP)[28]
- 2020: Prix Marcel Duchamp[29]
- 2022: Zurich Art Prize[30]
- 2023: Guggenheim Fellowship[31]
- 2025: Joan-Miró-Preis[32]